# آلبرت روسناک
آلبرت روسناک (اسلواکی: Albert Rusnák؛ زادهٔ ۷ ژوئیهٔ ۱۹۹۴) یک بازیکن فوتبال اهل اسلواکی است که در پست هافبک برای خرونینگن در اردویسه بازی می‌کند.

## باشگاهی
از باشگاه‌هایی که در آن بازی کرده‌است می‌توان به بیرمنگام سیتی، اولدهام اتلتیک و منچستر سیتی اشاره کرد.